# Тортоли
Тортоли́ (итал. Tortolì, сард. Tortuelie) — коммуна в Италии, расположена в области Сардиния, подчиняется административному центру Нуоро.
Население коммуны, на 01.01.2024 года, составляет 10 976 человек, плотность населения ─ 271,93 чел./км². Коммуна занимает площадь 40,36 км². 
Покровителем города считается святой апостол Андрей. Праздник города 30 ноября.